# مردی در جستجوی قاتل خود
مردی در جستجوی قاتل خود (آلمانی: Der Mann, der seinen Mörder sucht) یک فیلم در ژانر کمدی به کارگردانی روبرت زیودماک است که در سال ۱۹۳۱ منتشر شد. از بازیگران آن می‌توان به هاینتس رومان، لایین دییرس، فردریک هالندر، و فریتس اودمار اشاره کرد.